# نيك براندت
نيك براندت (بالإنجليزية: Nick Brandt)‏ هو مصور بريطاني، ولد في 1966 في لندن في المملكة المتحدة.

## وصلات خارجية
- الموقع الرسمي
- نيك براندت على موقع IMDb (الإنجليزية)
- نيك براندت على موقع قاعدة بيانات الفيلم (الإنجليزية)